# Kristian Pedersen
Kristian Pedersen (ur. 4 sierpnia 1994 w Ringsted) – duński piłkarz występujący na pozycji lewego obrońcy w angielskim klubie Birmingham City oraz w reprezentacji Danii.

## Kariera klubowa

### HB Køge
24 lipca 2014 podpisał kontrakt z klubem HB Køge. Zadebiutował 25 lipca 2014 w meczu 1. division przeciwko Skive IK (1:1). Pierwszą bramkę zdobył 19 kwietnia 2015 w meczu ligowym przeciwko Lyngby BK (3:0).

### Union Berlin
1 lipca 2016 przeszedł do drużyny Union Berlin. Zadebiutował 6 sierpnia 2016 w meczu 2. Bundesligi przeciwko VfL Bochum (2:1). Pierwszą bramkę zdobył 24 lutego 2018 w meczu ligowym przeciwko SV Sandhausen (2:1).

### Birmingham City
1 lipca 2018 podpisał kontrakt z zespołem Birmingham City. Zadebiutował 4 sierpnia 2018 w meczu EFL Championship przeciwko Norwich City (2:2). Pierwszą bramkę zdobył 25 listopada 2018 w meczu ligowym przeciwko Aston Villa (4:2).

## Kariera reprezentacyjna

### Dania U-21
W 2016 roku otrzymał powołanie do reprezentacji Danii U-21. Zadebiutował 20 stycznia 2016 w meczu towarzyskim przeciwko reprezentacji Ukrainy U-21 (0:0).

### Dania
W 2020 roku otrzymał powołanie do reprezentacji Danii. Zadebiutował 7 października 2020 w meczu towarzyskim przeciwko reprezentacji Wysp Owczych.

## Statystyki

### Klubowe
(aktualne na dzień 24 lutego 2021)
| Klub               | Sezon              | Liga               | Liga  | Liga   | Puchar kraju | Puchar kraju | Puchar ligi | Puchar ligi | Suma  | Suma   |
| Klub               | Sezon              | Liga               | Mecze | Bramki | Mecze        | Bramki       | Mecze       | Bramki      | Mecze | Bramki |
| ------------------ | ------------------ | ------------------ | ----- | ------ | ------------ | ------------ | ----------- | ----------- | ----- | ------ |
| HB Køge            | 2014/15            | 1. division        | 28    | 1      | 2            | 0            | –           | –           | 30    | 1      |
| HB Køge            | 2015/16            | 1. division        | 30    | 1      | 3            | 1            | –           | –           | 33    | 2      |
| HB Køge            | Ogólnie            | Ogólnie            | 58    | 2      | 5            | 1            | 0           | 0           | 63    | 3      |
| Union Berlin       | 2016/17            | 2. Bundesliga      | 29    | 0      | 2            | 0            | –           | –           | 31    | 0      |
| Union Berlin       | 2017/18            | 2. Bundesliga      | 32    | 1      | 1            | 0            | –           | –           | 33    | 1      |
| Union Berlin       | Ogólnie            | Ogólnie            | 61    | 1      | 3            | 0            | 0           | 0           | 64    | 1      |
| Birmingham City    | 2018/19            | EFL Championship   | 39    | 1      | 0            | 0            | 0           | 0           | 39    | 1      |
| Birmingham City    | 2019/20            | EFL Championship   | 44    | 4      | 4            | 0            | 0           | 0           | 48    | 4      |
| Birmingham City    | 2020/21            | EFL Championship   | 22    | 0      | 0            | 0            | 1           | 0           | 23    | 0      |
| Birmingham City    | Ogólnie            | Ogólnie            | 105   | 5      | 4            | 0            | 1           | 0           | 110   | 5      |
| Ogólnie w karierze | Ogólnie w karierze | Ogólnie w karierze | 224   | 8      | 12           | 1            | 1           | 0           | 237   | 9      |

### Reprezentacyjne
(aktualne na dzień 24 lutego 2021)
| Reprezentacja | Rok     | Mecze | Bramki |
| ------------- | ------- | ----- | ------ |
| Dania U-21    |         |       |        |
| 2016          | 3       | 0     |        |
| Ogólnie       | Ogólnie | 3     | 0      |
| Dania         |         |       |        |
| 2020          | 1       | 0     |        |
| Ogólnie       | Ogólnie | 1     | 0      |

| Mecze i gole w reprezentacji | Mecze i gole w reprezentacji | Mecze i gole w reprezentacji | Mecze i gole w reprezentacji | Mecze i gole w reprezentacji | Mecze i gole w reprezentacji | Mecze i gole w reprezentacji | Mecze i gole w reprezentacji |
| Dania U-21                   | Dania U-21                   | Dania U-21                   | Dania U-21                   | Dania U-21                   | Dania U-21                   | Dania U-21                   | Dania U-21                   |
| Lp.                          | Data                         | Miejsce                      | Gospodarz                    | Gość                         | Wynik                        | Gol                          | Rozgrywki                    |
| ---------------------------- | ---------------------------- | ---------------------------- | ---------------------------- | ---------------------------- | ---------------------------- | ---------------------------- | ---------------------------- |
| 1.                           | 20.01.2016                   |                              | Ukraina U-21                 | Dania U-21                   | 0:0                          |                              | Mecz towarzyski              |
| 2.                           | 06.09.2016                   | Aalborg                      | Dania U-21                   | Rumunia U-21                 | 3:1                          |                              | el. ME U-21 2017             |
| 3.                           | 07.10.2016                   | Stara Zagora                 | Bułgaria U-21                | Dania U-21                   | 0:3                          |                              | el. ME U-21 2017             |
| Dania                        |                              |                              |                              |                              |                              |                              |                              |
| Lp.                          | Data                         | Miejsce                      | Gospodarz                    | Gość                         | Wynik                        | Gol                          | Rozgrywki                    |
| 1.                           | 07.10.2020                   | Herning                      | Dania                        | Wyspy Owcze                  | 4:0                          |                              | Mecz towarzyski              |